# 스크래피 (웹 프레임워크)
스크래피(Scrapy, /ˈskreɪpi/)는 파이썬으로 작성된 오픈소스 웹 크롤링 프레임워크이다. 웹 데이터를 수집하는 것을 목표로 설계되었다. 또한 API를 이용하여 데이터를 추출할 수 있고, 범용 웹 크롤러로 사용될 수 있다.  Scrapy는 웹 스크래핑 개발 및 서비스 회사 Scrapinghub Ltd.에 의해 유지된다.
Scrapy 프로젝트는 "spiders"를 중심으로 개발되었다. "spiders"는 여러 기능이 내장된 크롤러이다. 장고와 같은 철학인 중복배제를 따르고 있는 프레임워크이다. Scrapy는 개발자들이 코드 재사용성을 높일 수 있도록 도와주어, 큰 규모의 크롤링 프로젝트 개발을 쉽게 할 수 있도록 해준다. 또한 Scrapy는 개발자들이 크롤링하려는 사이트의 동작을 테스트할 수 있도록 웹 크롤링 셸을 제공한다.
Scrapy는 Lyst, Parse.ly, Sayone Technologies, Sciences Po Medialab, Data.gov.uk’s World Government Data site. 보관됨 2018-08-16 - 웨이백 머신 등등의 기업에서 사용되고 있다.